# 新北市青少年圖書館
新北市青少年圖書館是新北市立圖書館下轄的一座分館，位於臺灣新北市新店安坑地區，2012年5月27日開館，是中華民國第一座以青少年為主題規劃設計的圖書館。以青春族群作為空間營造主軸，結合閱讀、文創與多媒體等主題元素，其後並於2018年10月25日成立「創新學習中心暨電競館」，以數位科技學習與電競體驗及競技為主軸，舉辦各種創客工作坊、電競營隊及比賽，成為全國首創結合電競及創客的圖書館。

## 館舍配置

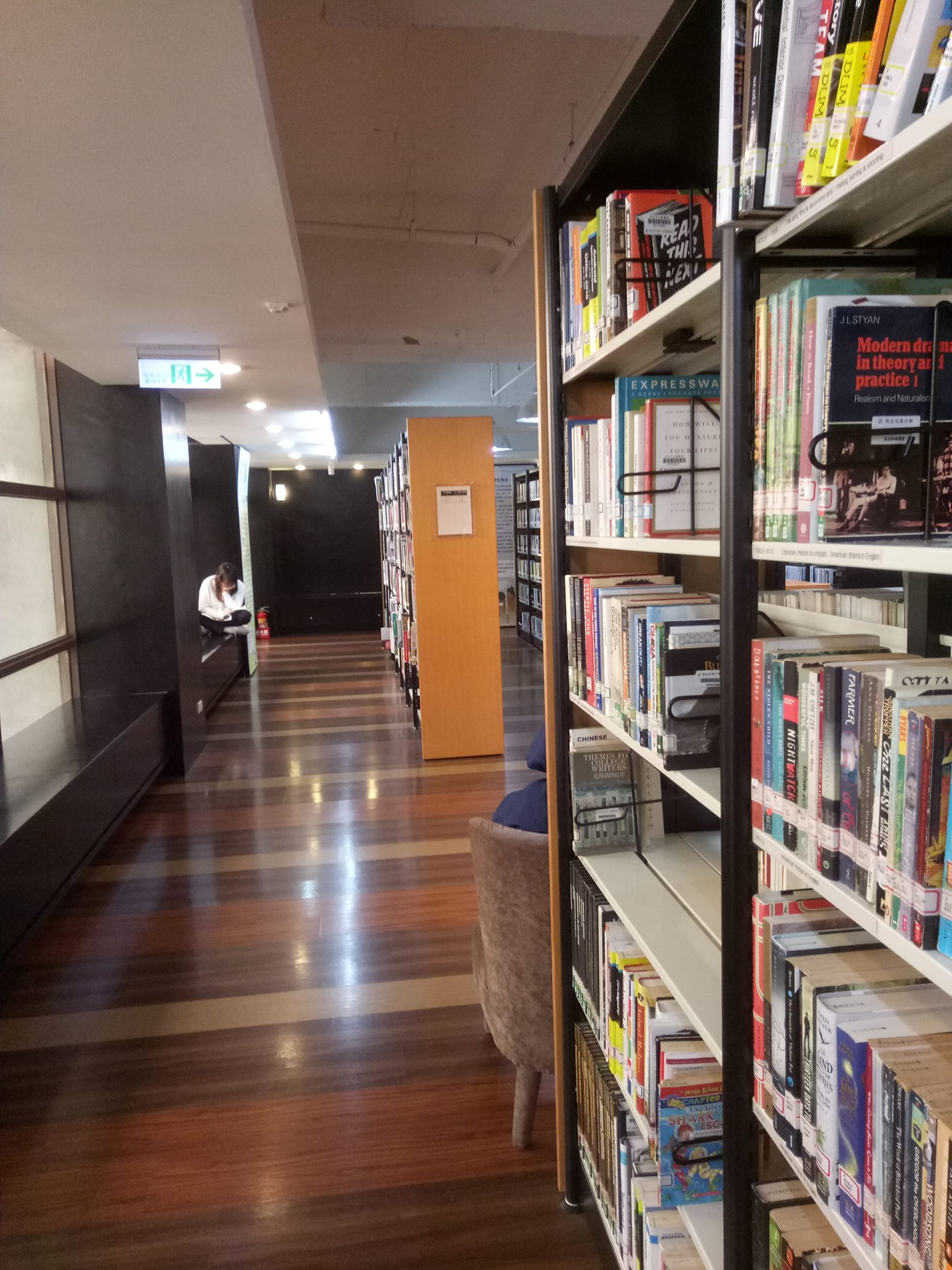
新北市青少年圖書館內部（6樓書庫區）

新北市青少年圖書館位於新店區安康路二段151號，為6層樓建築，前身為新店區安康綜合大樓。
| 樓層               | 分區                                               |
| ------------------ | -------------------------------------------------- |
| 新北市青少年圖書館 |                                                    |
| 6                  | 書庫區、自修室、慢讀區                             |
| 5                  | 不對外開放                                         |
| 4                  | 親子共讀區、兒童書庫區                             |
| 3                  | 資訊檢索區、期刊閱報區、互動討論室、青少年圖書區   |
| 2                  | 創新學習中心暨電競館、戶外活動平台(街舞區、彩繪牆) |
| 1                  | 流通櫃台、演講廳、展示區、特展室及備展室           |

## 交通

### 公車
- 浪漫貴族站： 202區、248、624、643、648、779、839、906、905、909、913、935、橘1、綠1、綠7、綠8、綠15、棕7、橘9、內科通勤專車10

### 捷運
- 松山新店線新店區公所站1號出口後，轉乘公車於浪漫貴族站下車
- 松山新店線新店站轉乘公車，於浪漫貴族站下車
- 松山新店線七張站轉乘公車，於浪漫貴族站下車
- 松山新店線大坪林站轉乘公車，於浪漫貴族站下車
- 中和新蘆線景安站轉乘公車，於浪漫貴族站下車
- 中和新蘆線頂溪站轉乘公車，於浪漫貴族站下車
- 文湖線六張犁站轉乘公車，於浪漫貴族站下車

## 外部連結
- 新北市青少年圖書館 （页面存档备份，存于）
- 新北市青少年圖書館創新學習中心暨電競館使用管理要點 （页面存档备份，存于）